# Munidopsis echinata
Munidopsis echinata is een tienpotigensoort uit de familie van de Munidopsidae. De wetenschappelijke naam van de soort is voor het eerst geldig gepubliceerd in 2008 door Osawa, Lin & Chan.